# Киска-Елга (Буздякский район)
Киска-Елга (баш. Ҡыҫҡайылға — короткая река) — село в Буздякском районе Башкортостана, входит в состав Уртакульского сельсовета.

## История
Основано во второй половине XVIII века башкирами Канлинской волости Казанской дороги на собственных землях. По договору 1785 года о припуске здесь поселились тептяри.
Занимались скотоводством, земледелием, пчеловодством.
В 1906 зафиксирована мечеть, училище.

## Население
| 1795 | 1859 | 1865 | 1906 | 1917  | 1920 |
| ---- | ---- | ---- | ---- | ----- | ---- |
| 123  | ↗427 | ↗479 | ↗876 | ↗1045 | ↘985 |
| 1939 | 1959 | 1989 | 2002 | 2009  | 2010 |
| ↘953 | ↘600 | ↘488 | ↗495 | ↗503  | ↗509 |

Население занято на МУСП «Уртакульское».
Национальный состав
Живут  башкиры, татары, русские и другие. Село Киска-Елга в 1795 году состояло из 17 дворов 109 башкир и 5 дворов 14 тептярей; В 1859 году 427 вотчинников и припущенников проживало в 65 дворах. в 1865 в 80 дворах — 479 человек. в 1906 — 876 чел.; В 1917 году жители, кроме 19 татар, названы тептярями (1026 человек) и через 3 года башкирами (985 человек).   1920 — 985; 1939 — 953; 1959 — 600; 1989 — 488 человек.

## Географическое положение
Расположено юго-западнее районного центра, в верховьях реки Кискаелга, левого притока Чермасана.
Расстояние до:
- районного центра (Буздяк): 3 км,
- центра сельсовета (Уртакуль): 3 км,
- ближайшей ж/д станции (Буздяк): 4 км.

## Инфраструктура
Школа закрыта в 2010 г., детсад, фельдшерско-акушерский пункт, СДК, библиотека.

## Известные уроженцы
- Субаев, Фатых Юсупович (1911—1978) — водитель, бригадир Уфимской автоколонны № 1222, Герой Социалистического труда.